# Kabuki-mono

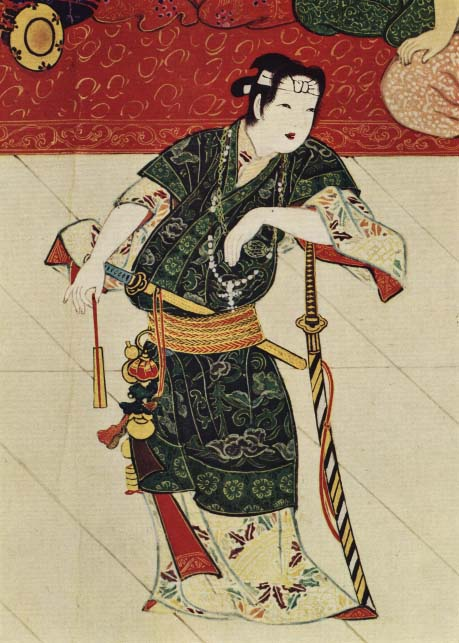
Les kabuki-mono étaient vêtus de façon un peu étrange, au parler vulgaire, vernaculaire et spécialisé, qui correspondait à leur comportement souvent scandaleux.

Les kabuki-mono (歌舞伎者), ou hatamoto-yakko (旗本奴) étaient un groupe constitué de rônin, qui exista entre l'époque de Muromachi et l'époque d'Edo. Du fait de leur formation guerrière, ils étaient d’excellents combattants. Tandis que les kimonos des hommes étaient alors très sobres, les kabuki-mono se distinguaient par leurs tenues exubérantes et de couleurs vives, leur coupe de cheveux atypique, mais également par leur langage très argotique et leurs manières provocantes. Ils brigandaient généralement sur les routes du Japon médiéval, pillant les villages et les petites villes, et on en trouvait aussi s'occupant du quartier des plaisirs, à Edo (la zone de la ville dans laquelle les logements des geishas se situaient se nommait Yoshiwara).
Il arrivait également aux kabuki-mono de pratiquer le tsujigiri, qui consiste à tuer un passant avec leur nouveau katana afin d'en tester la qualité.
Les kabuki-mono sont une des origines possibles des yakuza, bien que ceux-ci revendiquent être issus des machi-yakko (町奴), une sorte de police privée qui s'opposa aux kabuki-mono.